# Pray (Take-That-Lied)
Pray ist ein Popsong der britischen Boygroup Take That aus dem Jahr 1993. Er wurde von dem Sänger Gary Barlow geschrieben und als zweite Single des zweiten Studioalbums der Band, Everything Changes, ausgekoppelt.

## Hintergrund
Pray wurde, wie die meisten Take-That-Songs, von Gary Barlow geschrieben. Es wurde von Steve Jervier, Paul Jervier und Jonathan Wales produziert und erschien im Juli 1993 über die Label RCA und BMG. Es war die erste Nummer-eins-Single der Band in Großbritannien, der weitere folgten.
Im Songtext wünscht sich die Hauptfigur einen geliebten Menschen zurück und betet jede Nacht dafür. Musikalisch ist eine tanzbare Popsingle zu hören im damals populären New-Jack-Swing-Style.

## Musikvideo
Das Musikvideo in Schwarzweiß zeigt die Gruppe tanzend und singend am Strand. Es wurde bei YouTube etwa 6,5 Millionen Mal aufgerufen. Regisseur Gregg Masuak drehte es mit der Band in Acapulco, Mexiko. Dabei werden vier der Bandmitglieder in einen Zusammenhang mit einem der vier Elemente gebracht, während Gary Barlow in neutralem Schwarz bzw. Weiß auftritt. In seiner Autobiographie schrieb Barlow, nach I Found Heaven sei die Gruppe mit dem Ort für das Video glücklicher gewesen. Im Jahr 2005 sagte Howard Donald in der Filmdokumentation Take That: For the Record: „We was doing all the sexual thing and stuff. [...] Even then it felt a little bit uncomfortable. But girls like it. Girls like this kind of thing.“

## Charts und Chartplatzierungen
Die Single wurde zum ersten Nummer-eins-Hit im Vereinigten Königreich und erreichte Gold-Status.
| ChartsChartplatzierungen     | Höchstplatzierung | Wochen |
| ---------------------------- | ----------------- | ------ |
| Deutschland (GfK)            | 21 (16 Wo.)       | 16     |
| Österreich (Ö3)              | 24 (5 Wo.)        | 5      |
| Schweiz (IFPI)               | 24 (9 Wo.)        | 9      |
| Vereinigtes Königreich (OCC) | 1 (11 Wo.)        | 11     |

| ChartsJahrescharts (1993)    | Platzierung |
| ---------------------------- | ----------- |
| Deutschland (GfK)            | 99          |
| Vereinigtes Königreich (OCC) | 18          |